# 安藤好靖
安藤 好靖（あんどう よしやす、1982年4月23日 - ）は、元福井テレビ (FTB) アナウンサー。

## 来歴
千葉県安房郡千倉町（現在の南房総市）出身。立命館大学国際関係学部卒業。
大学を卒業後、2007年に福井テレビに入社。同期に元同局アナウンサーの名越涼子がいる。
その後、自分がアナウンサーとしての活動で得たものを千葉県の子供たちに伝えられないかと考え、2014年3月に福井テレビを退社・帰郷。小学校教員に転身し、千葉県内の小学校に勤務している。2018年には高等学校教員免許取得のため、高校での教育実習にも参加した。

## 担当番組
- おかえりなさ〜い - 月曜・火曜・水曜スタジオ担当（2014年3月まで）
- チカッペ!輝け福井のアスリートたち
- FNN福井テレビスーパーニュース - 金曜スタジオ担当（2014年3月まで）
- 福井新聞ニュース・中日新聞ニュース